# Ladyland House

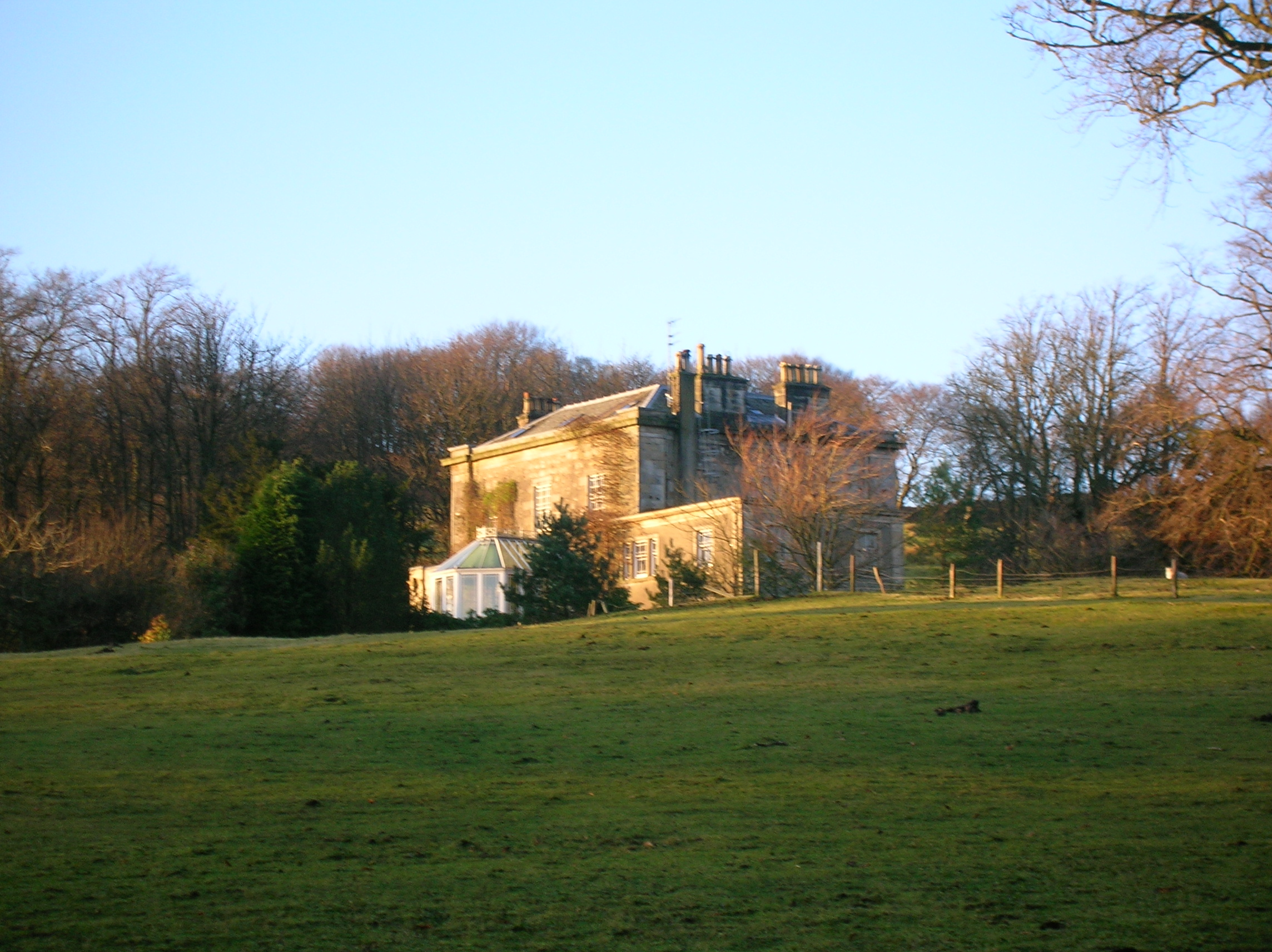
Ladyland House

Ladyland House ist ein Herrenhaus nahe der schottischen Stadt Kilbirnie in der Council Area North Ayrshire. 1980 wurde das Bauwerk in die schottischen Denkmallisten in der höchsten Denkmalkategorie A aufgenommen.

## Beschreibung
Das Herrenhaus ist umgeben von weitläufigen Ländereien mit verschiedenen Außengebäuden. Es liegt isoliert jeweils rund drei Kilometer nordöstlich von Kilbirnie und südwestlich von Lochwinnoch unweit des Garnock. Es wurde um 1816 nach einem Entwurf des schottischen Architekten David Hamilton erbaut. Das zweistöckige Gebäude ist drei Achsen weit. Es besteht aus Bruchstein, der an der Gebäudekanten grob zu Quadern behauen wurde. Der zentrale Eingangsbereich ist über eine Vortreppe mit gusseisernem Geländer zugänglich. Er ist mit einem Portikus mit beidseitigen Paaren von dorischen Säulen gestaltet. Die Türe schließt mit einem Kämpferfenster. Das Gebäude schließt mit einem schiefergedeckten Walmdach. Links wurde im 20. Jahrhundert ein zwei Achsen weiter, zweistöckiger Anbau nach einem Entwurf von James Houston hinzugefügt. Er wurde stilistisch dem Hauptgebäude angepasst.

## Sonnenuhr

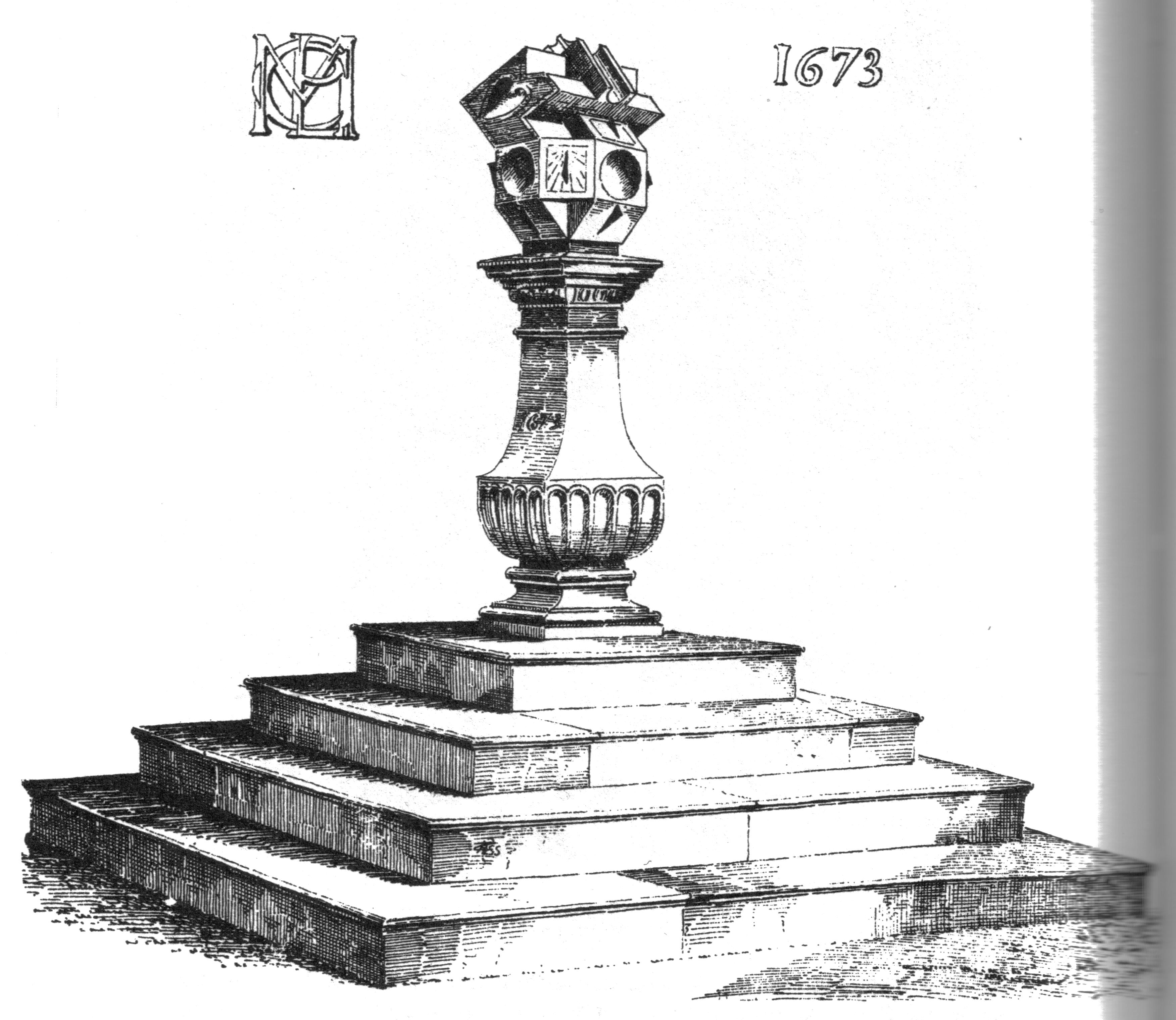
Sonnenuhr

Auf dem Anwesen befindet sich eine Sonnenuhr, welche wie das Hauptgebäude ein eigenständiges Denkmal der Kategorie A ist. Das Bauwerk stammt aus dem Jahre 1673 und trägt die Initialen „CMP“. Die Sonnenuhr ruht auf einem stufenförmigen Podest und ist von ungewöhnlicher Ausführung.